# چارلی گونزالس
چارلز آگوستین گونزالس (زاده ۵ مه ۱۹۴۵) یک سیاستمدار دموکرات آمریکایی اهل تگزاس است. او از سال ۱۹۹۹ تا ۲۰۱۳ نماینده حوزه ۲۰ کنگره تگزاس در مجلس نمایندگان ایالات متحده بود.
گونزالس در سن آنتونیو، تگزاس به دنیا آمد.